# McDonnell Douglas A-12 Avenger II
El McDonnell Douglas A-12 Avenger II fue un proyecto de aeronave llevado a cabo en Estados Unidos por las compañías McDonnell Douglas y General Dynamics para crear un bombardero furtivo embarcado todo tiempo, destinado a reemplazar los aviones de ataque A-6 Intruder de la Armada y del Cuerpo de Marines de los Estados Unidos. El A-12 fue cancelado en 1991 debido a los altos costes.

## Diseño y desarrollo

### Orígenes

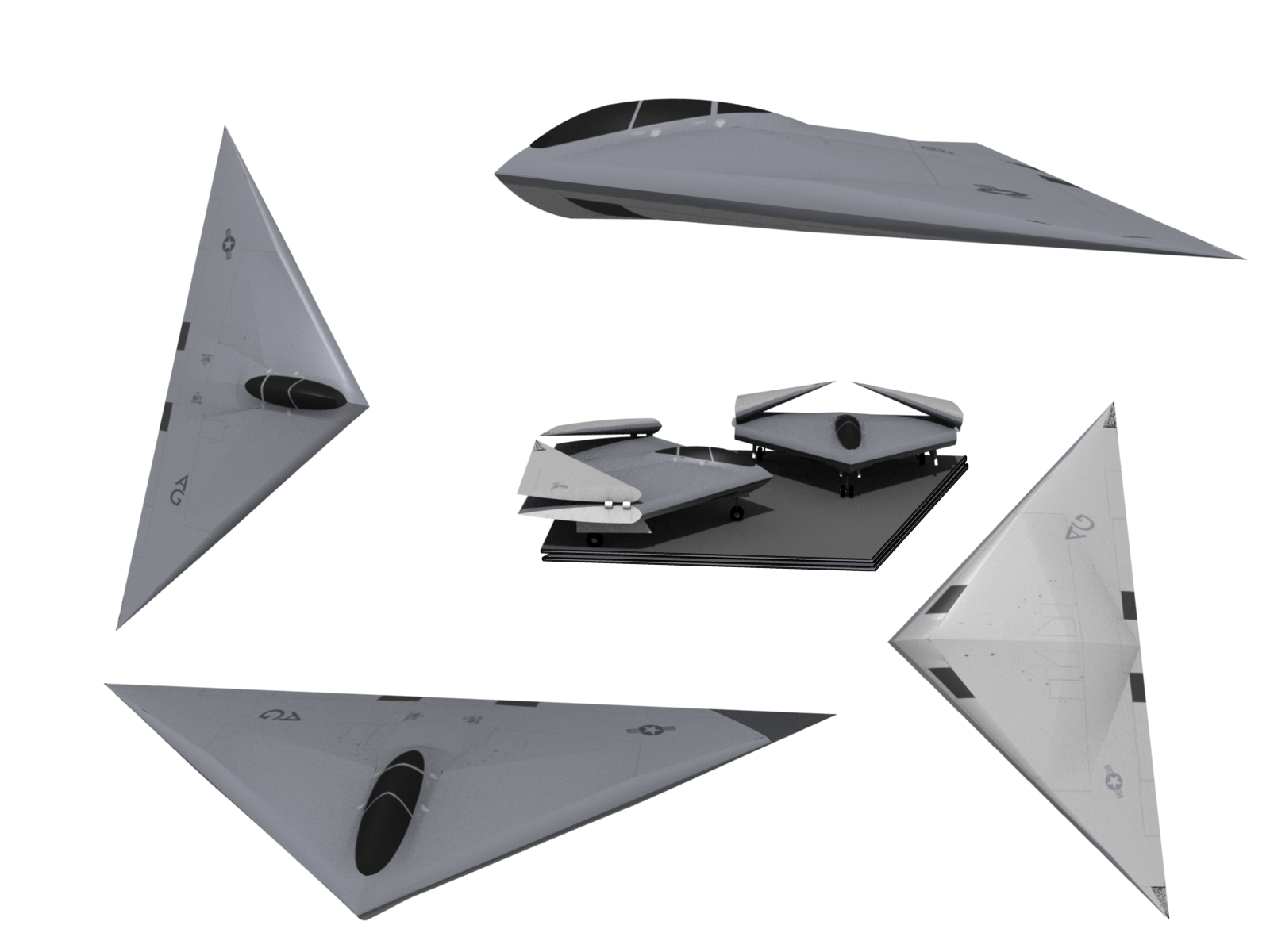
El A-12 Avenger II visto desde distintas perspectivas.

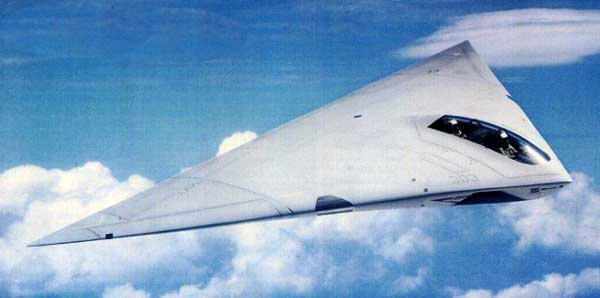
Impresión artística del A-12 Avenger II en vuelo.

A inicios de los años 80 y con la experiencia de Vietnam aún fresca, la Armada estadounidense estaba preocupada acerca de la capacidad real de su flota de aviones de ataque A-6E Intruder de penetrar las modernas defensas aéreas soviéticas. La estrategia de la Armada en aquellos años, en caso de guerra, era atacar las bases rusas en la Península de Kola, para así alejar cualquier amenaza del Atlántico Norte.
Se dudaba entre modernizar el Intruder con una nueva versión A-6F o introducir un nuevo avión de ataque de baja observabilidad radar. Finalmente se decidió seguir con el A-6F Intruder II como solución a corto plazo, e iniciar el programa ATA como solución a largo plazo para contar con una nueva aeronave de ataque furtiva a mediados de los años 90.
Enfrentada al mismo reto la Fuerza Aérea se embarcó en el desarrollo de un avión furtivo al radar, que acabó en el F-117. La Armada estaba en esa época también muy interesada en hacerse con aviones furtivos. Si el ATA buscaba un bombardero táctico furtivo para reemplazar al Grumman A-6 Intruder, poco después se iniciaría el denominado NATF (Naval Advanced Tactical Fighter) para reemplazar al Grumman F-14 Tomcat. 

### Programa ATA
La Armada comenzó el programa de Aeronave Táctica Avanzada (ATA) en 1983. El programa debía crear el reemplazo del A-6 Intruder, esperando tenerlo listo en 1994. La tecnología furtiva desarrollada para la Fuerza Aérea para el F-117 se utilizaría en el programa.
Lo que quería la Armada era una aeronave embarcada similar al F-117, pero con mayores capacidades de carga y ataque. Debía ser mejor que el F-117, no solo para justificar el programa, sino también por las luchas políticas con la USAF. Además, debía sustituir al A-6 Intruder, lo cual ponía muy alto el listón dados el historial, la efectividad y la popularidad del avión.
El contrato de diseño de concepto se adjudicó a los equipos de McDonnell Douglas y General Dynamics y a su competidor de Northrop, Grumman y Vought en 1984. Hay que decir que Northrop tenía gran experiencia en diseños furtivos. Los equipos recibieron contratos para una nueva fase de desarrollo del concepto en 1986.
El equipo de McDonnell Douglas y General Dynamics fue declarado ganador en 1988. El equipo rival no pudo o no quiso presentar una oferta final. El avión ATA fue designado A-12 y el primer vuelo fue planificado inicialmente para diciembre de 1990. El desafío era grande, dada la necesidad de utilizar gran cantidad de soluciones de tecnología furtiva, entonces muy novedosa y secreta, y el gran trabajo de investigación y desarrollo a que se enfrentaba el equipo ganador. El A-12 fue bautizado Avenger II en homenaje al avión torpedero Grumman TBF Avenger.

### El contrato
En 1988, el equipo de McDonnell Douglas y General Dynamics fue seleccionado para realizar el programa ATA. El valor del contrato se estimó en 4380 millones y, si era necesario, el límite podría elevarse a un máximo de 4840 millones. El contrato incluía el desarrollo y la entrega de ocho modelos de aviones a gran escala y cuatro aviones de pruebas.
Si el coste del programa excedía el valor recomendado de contrato, se pagaría solo 60% del exceso de gastos, y las empresas asumirían el resto. Si no cumplían con el valor máximo, entonces todos los costes adicionales correrían a cargo de las empresas. El Pentágono pagaría solo la cantidad de gastos recomendada.
Los planes eran que el equipo técnico empleara las tecnologías furtivas y el A-12 resultante superara al F-117A utilizado por la Fuerza Aérea estadounidense. De este modo se esperaba ganar el protagonismo de la Armada ante los políticos.

### El diseño
El A-12 fue diseñado para cumplir los requerimientos de volar más rápido y tener más radio de acción que el A-6 Intruder al que sustituiría. Además, debía llevar su armamento en una bodega interna para mejorar la aerodinámica y aumentar la furtividad al radar. Al igual que el proyecto ATF, que llevó al F-22 Raptor, se suponía que el A-12 tendría averías mecánicas con menor frecuencia y al mismo tiempo necesitaría el 50% de tiempo de mantenimiento.
Las dimensiones estaban condicionadas por el requerimiento de ir embarcado. Se estimaba que el A-12 tendría una envergadura alar de 21 metros y una altura de 3,4. Esto estaba dictado por la altura del hangar de los portaviones y por el requerimiento de dos aviones lanzados desde catapultas adyacentes. Debería tener alas plegables y caber dos A-12 en el ascensor de un portaviones. El peso en vacío debía de ser de 18 toneladas y el máximo al despegue de no más de 30 toneladas (esto incluía combustible y armas).
El A-12 se diseñó para emplear dos motores F412-GE-D5F2 de General Electric con una cámara especial de poscombustión. Se calculó que el avión podría alcanzar una velocidad máxima de 930 km/h y volar a una distancia de hasta 1500 km en misiones de combate. Esto mejoraba las prestaciones del A-6 Intruder.
El avión tenía un diseño de ala volante, que terminó ganándole el apodo Flying Dorito. Las formas redondeadas eran muy diferentes a los ángulos del F-117. El A-12 presentaba un diseño limpio y sin deriva. Este diseño le permitía aprovechar al máximo la capacidad de combustible interna, así como transportar armas internamente. Esta última era una característica clave para la furtividad. Las entradas de aire de los motores fueron colocados bajo el fuselaje, cerca de la cabina. El A-12 fue diseñado como un avión de dos plazas en tándem. 
General Dynamics había participado en el concurso ATF de la USAF con un diseño denominado Sneaky Pete. General Dynamics acabó asociándose con Lockheed y Boeing para desarrollar el YF-22. El diseño Sneaky Pete se recuperó cuando se abrió el concurso ATA.
El armamento se transportaría en un compartimiento interno, para lo cual se expandió la parte interna del fuselaje. Esto mejoraría la aerodinámica y la discreción a las señales del radar. A diferencia de los aviones actuales de quinta generación, en el A-12 había un compartimento interno para cada arma. En los laterales de los motores tenía dos compartimientos de armas más grandes y otros dos más pequeños inmediatamente detrás del tren de aterrizaje principal. 
El armamento principal de la aeronave debían ser dos misiles aire-aire AIM-120 AMRAAM o dos AIM-9 Sidewinder para autodefensa, dos misiles antirradar AGM-88 HARM, así como toda la gama de misiles y bombas de la Armada. El peso máximo de las armas transportadas internamente no se preveía que excediera de los 2300 kg. Se asumía que las armas de precisión permitían destruir objetivos enemigos de manera efectiva, pero transportando menos armamento que las generaciones anteriores de aviones de ataque. Externamente se podía transportar otras 3,5 toneladas de armas, pero esto solo se haría en misiones en que la discreción radar no fuera necesaria.
El A-12 contaría con un moderno radar de apertura sintética inversa Westinghouse AN/APQ-183, derivado del empleado por el F-16, que presentó problemas durante su desarrollo y ayudó al aumento de los costes. Asimismo se previó un sistema de búsqueda y seguimiento por infrarrojos (IRST), que le permitiría volar de noche o en condiciones adversas, así como buscar objetivos sin tener que emplear el radar.
El A-12 contaría con una cabina electrónica automatizada que proporcionaría a la tripulación una variedad de sistemas para ayudarles en la navegación, detección de amenazas, medidas de guerra electrónica y un sistema para identificación de radares y misiles enemigos.
Aún estaba fresco el recuerdo de Vietnam, por lo que se instaló blindaje en la cabina, los motores y otras partes importantes. De este modo se mejoró la capacidad de sufrir daños en combate, siendo mayor que en el A-6 y en el F/A-18.
Aparentemente el proyecto no era tan ambicioso, ya que usaba muchos sistemas existentes y no implicaba tener que crear nuevas armas o equipos. La Armada planeaba comprar unos 620 aviones y así equipar sus 14 alas embarcadas con 20 A-12 cada una. A esto había que sumar al USMC, que expresó su intención de comprar unos 238 aviones adicionales. Hasta la USAF se olvidó de su tradicional desprecio hacia los aviones de la Armada y consideró brevemente comprar 400 aviones, evidentemente de una variante adaptada a los requerimientos de la misma. Incluso la Real Fuerza Aérea coqueteó con la idea de comprar algunos A-12 para complementar a sus Tornado en misiones de ataque. Se manejaba por entonces un coste unitario estimado de unos 100 millones de dólares por avión.

### Los problemas
El A-12 Avenger estaba diseñado para ser un avión basado en portaaviones. Por lo tanto, debía ser capaz de soportar los rigores del aterrizaje en los portaaviones y también evadir el radar enemigo. Pronto se descubrió que los dos requisitos estaban en conflicto. El aterrizaje brusco, el salitre del mar y el sol dañarían el recubrimiento del avión y lo harían menos capaz de evadir el radar. Además, los recubrimientos se dañarían a menudo en los aterrizajes. Estos riesgos técnicos ya se conocían durante la fase de exploración del concepto.
A esto se unieron los problemas encontrados con el uso extenso de materiales compuestos en la estructura del avión. Debido a la inexperiencia de los fabricantes en fabricación de aviones con materiales compuestos, no lograron los ahorros de peso anticipados. Esto, unido a la necesidad de reforzar la estructura para que soportara los aterrizajes, obligó a que algunos elementos estructurales fueran reemplazados por componentes metálicos. Esto llevó el peso del A-12 por encima de las 30 toneladas, entre el 10% y el 30% por encima de las especificaciones. Esto supuso pasar de un peso máximo de 29,5 toneladas a casi 36. Esto era muy grave, ya que se alejaba demasiado de los límites que podrían manejar las catapultas de los portaaviones.
Por el camino, la Armada se había quedado sola como cliente potencial. La USAF perdió su interés y los Marines abandonaron la idea de comprar el A-12.

### Cancelación
General Dynamics y McDonnell Douglas desarrollaron el A-12 en secreto y sin una supervisión adecuada. No compartieron información clasificada entre ellos, ya que eran competidores en otros concursos. Además, la burocracia del Pentágono les vetó el acceso a tecnologías del F-117 y de otros proyectos secretos con cuya ayuda habían esperado contar.
En algún momento, alguien en el Pentágono hizo el cálculo y vio que el A-12 se había vuelto tan caro que habría consumido hasta el 70% del presupuesto de compra de aviones de la Armada. El coste calculado se elevaba ya a más de 165 millones por avión. 
El Avenger II fue cancelado por el Secretario de Defensa Dick Cheney en enero de 1991. El coste estratosférico de los futuros aviones de ataque embarcados ya no se justificaba una vez acabada la Guerra Fría. Se abandonó la idea de rescatar el proyecto, algo ya hecho en otros casos en el pasado, ya que ni la Armada fue capaz de defender su necesidad, ni el fabricante fue capaz de comprometerse a un plazo de entrega o a cumplir los requerimientos.
Los argumentos de cancelación fueron los injustificados atrasos en el programa y los altos costes. El que los contratistas no estuvieran en disposición de entregar un solo avión después de exceder el presupuesto en 2000 millones fue la gota que colmó el vaso de Cheney. 
Cuatro altos mandos se vieron obligados a adelantar su retiro por el fracaso y mal manejo del programa.

### Consecuencias
Al cancelarse el A-12, el A-6 Intruder quedaba sin un reemplazo inmediato. Además, no le quedaban otros candidatos a la Armada. Con la cancelación del ATA y del NATF, se ordenó un nuevo programa A-X para sustituir al A-6 Intruder. La Fuerza Aérea participó, ya que buscaba el reemplazo para el F-111 y, a más largo plazo, para el F-15E y el F-117A. Sin embargo, también el A-X quedaría en nada.
Grumman presentó varias opciones a la Armada en torno al F-14. Producir o modernizar al F-14 con la capacidad de ataque a tierra ofrecía un avión superior al F-15E. El programa se llamó Quick Strike, pero no fue aceptado. Tampoco el Super Tomcat 21, versión todavía más mejorada y actualizada. En su lugar, el Pentágono decidió retirar el F-14 Tomcat del servicio. Curiosamente, el F-14 tenía prestaciones en ataque que superaban al F-15E y, en combate aéreo, las de los actuales cazas de la Armada. La retirada del F-14 y la cancelación de programas hizo que la Armada se viera obligada a cubrir las plazas de avión de ataque y de caza.
Desde 1987 se trabajaba en una versión más moderna del F-18 Hornet para llenar la brecha tecnológica con el entonces en desarrollo A-12 Avenger II. Ese nuevo F-18 debía tener una mayor autonomía, capacidad, armas superiores y estar disponible a finales de la década de 1990. Este estudio fue muy bien considerado por la administración, e incluso el Secretario de Defensa Dick Cheney declaró abiertamente su apoyo, ya que era la opción más económica. Finalmente, McDonnell propuso sustituir el A-6 Intruder con su nuevo avión, que tenía la apariencia exterior y similitudes con el viejo Hornet para hacer más fácil que los políticos aprobaran la compra.
Con la reducción de presupuesto de defensa que trajo el final de la Guerra Fría a los políticos se les acabó la paciencia con los programas que incumplían costes, plazos y requerimientos. Chenney incluso amagó, tras la cancelación del A-12, con la compra en el extranjero de un avión embarcado que podría servir como medida temporal hasta la llegada del A-X, proyecto conjunto con la USAF que sustituyó al del A-12. El amagar con la compra del Dassault Rafale sirvió para apretar las tuercas a los fabricantes. 
Lockheed ofreció a principios de la década de 1990 el F-117N y el A/F-117X Seahawk, una versión mejorada del F-117 adaptada a los portaaviones. La  propuesta original F-117N era simplemente añadir un sistema de aterrizaje automático en portaaviones y recubrimientos resistentes a la corrosión en el F-117. Luego llegó la propuesta del Seahawk, basada en el F-117A+ propuesto a la Fuerza Aérea. Esta versión contaba con capacidad de ataque mejorada y con cierta capacidad aire-aire. En muchos sentidos esta versión ofrecía lo que se pedía al A-12 en cuanto a prestaciones y capacidades. Sin embargo, la Armada rechazó la idea, prefiriendo centrarse a largo plazo en el F-35 y a medio en el F/A-18E/F. Así, al final la Armada abandonó la idea de contar con un avión furtivo y se decidió por algo mucho más conservador, libre de problemas y económico, el F/A-18E/F Super Hornet, que reemplazó no sólo al A-6, sino también al F-14 Tomcat. 
El Pentágono se centró en su futuro caza furtivo de quinta generación en lugar de tratar de convencer a los políticos de comprar diseños furtivos, que ya militares y políticos consideraban anticuados. Hasta la llegada del F-35C no llegó ningún avión furtivo a los portaviones. Hay que señalar que, de estar actualmente en servicio, el A-12 superaría en cuanto a alcance y carga ofensiva al F-35, aunque mirando en retrospectiva las guerras de Estados Unidos, sus prestaciones furtivas no hubieran sido necesarias. Lo más parecido al A-12 que ha operado en los portaviones de la Armada fue el dron Northrop Grumman X-47B. Era sólo un demostrador de tecnología desarrollado por el programa UCLASS, pero cuyo éxito llevó años después a la adopción del MQ-25 Stingray.

## Especificaciones

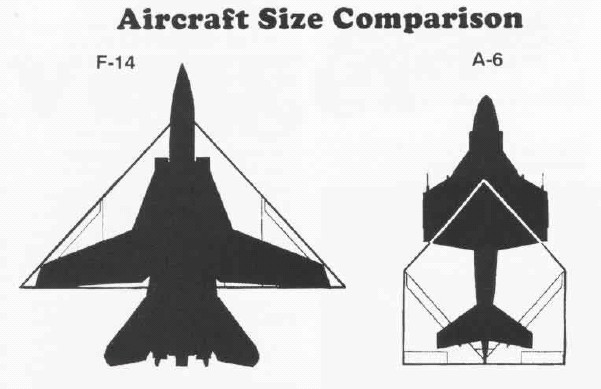
Vista superior del A-12 vs. F-14 (alas desplegadas) y A-6 (alas plegadas).

### Características generales
- Tripulación: Dos
- Longitud: 11,5 m (37,7 ft)
- Envergadura: 21,4 m (11 m con las alas plegadas)
- Altura: 3,4 m (11,2 ft)
- Superficie alar: 122 m² (1313,2 ft²)
- Peso vacío: 17 700 kg (39 010,8 lb)
- Peso cargado: 36 300 kg (80 005,2 lb)
- Planta motriz: 2× turbofán General Electric F412-GE-D5F2.
  - Empuje normal: 58 kN (5914 kgf; 13 039 lbf) de empuje cada uno.

### Rendimiento
- Velocidad máxima operativa (Vno): 930 km/h (578 MPH; 502 kt)
- Alcance: 1480 km (799 nmi; 920 mi)
- Techo de vuelo: 12 200 m (40 026 ft)
- Régimen de ascenso: 25 m/s (4921 ft/min)
- Carga alar: 300 kg/m² (61,4 lb/ft²)
- Empuje/peso: 0,325

## Aeronaves relacionadas

### Desarrollos relacionados
- B-2 Spirit

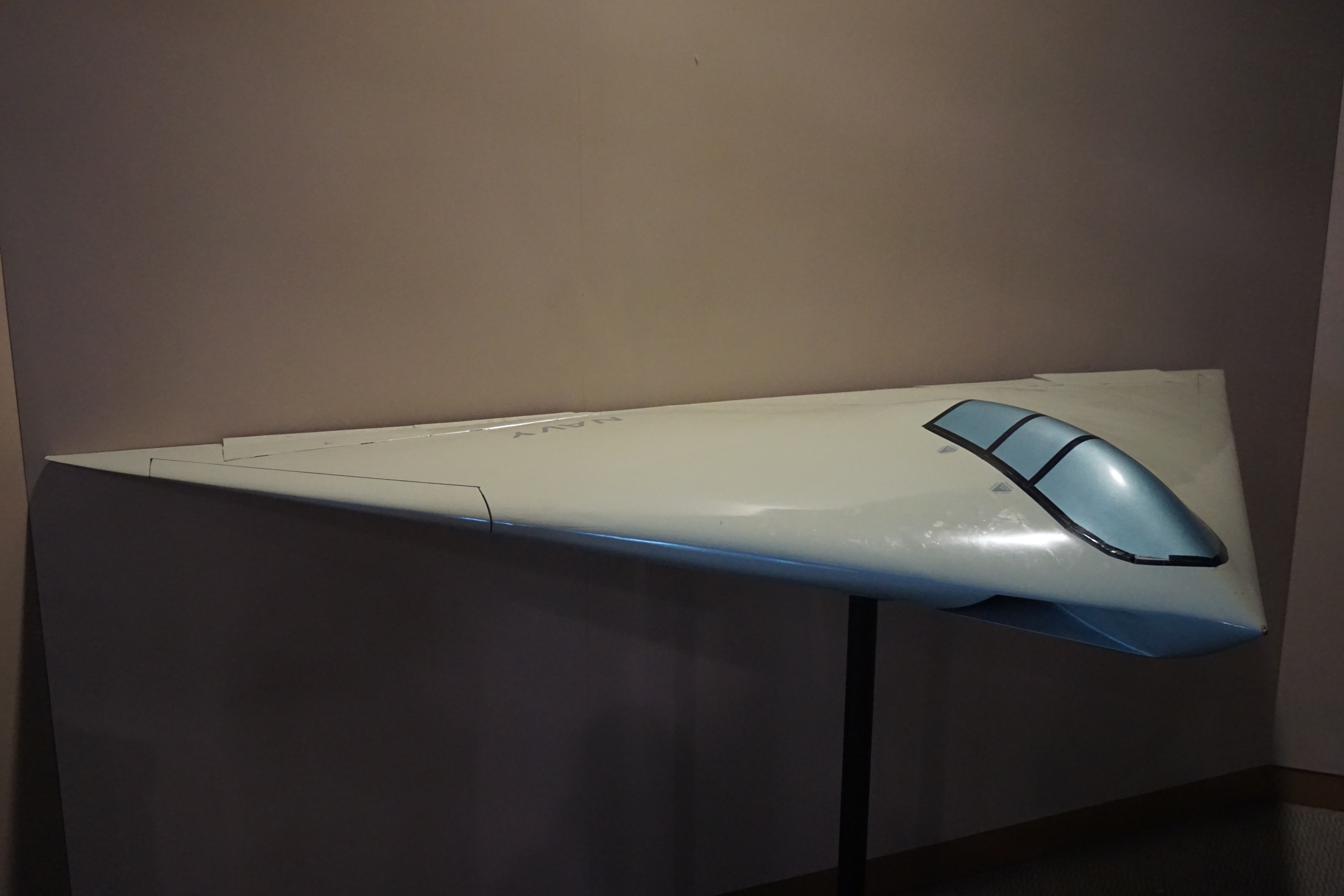
Maqueta del A-12 Avenger II exhibida en el Frontiers of Flight Museum.

- Northrop Grumman X-47A Pegasus

### Aeronaves similares
- F/A-18E/F Super Hornet
- F-22 Raptor
- F-35 Lightning II
- F-117 Nighthawk

### Secuencias de designación
- Secuencia A-_ (Aviones de Ataque estadounidenses, 1962-presente): ← A-8 - A-9 - A-10 - A-12